# 核武器与乌克兰
在1991年之前，乌克兰是苏联的一部分，境内有苏联的核武器。在1991年12月1日，苏联的第二大共和国乌克兰，以压倒性优势投票独立，此举在有限的范围内，结束了苏联保持统一的任何现实机会。超过90%的选民表示支持乌克兰宣布独立，他们选举议会主席列昂尼德·克拉夫丘克为该国首任总统。12月8日在白俄罗斯共和国布列斯特州和12月21日在阿拉木图举行的会议上，白俄罗斯、俄罗斯和乌克兰的领导人正式解散苏联，成立了独立国家联合体（独联体）。
苏联解体后，乌克兰分得了苏联核武库的三分之一，拥有当时世界第三大核武库，以及重要的设计和生产方法与工具。在乌克兰境内仍有130枚各带6枚弹头的UR-100N洲际弹道导弹、46枚各带10枚弹头的RT-23 molodes洲际弹道导弹以及33架重型轰炸机，共计约1700枚弹头。在形式上，这些武器由独联体控制。在1994年，乌克兰同意销毁这些武器，并加入《不扩散核武器条约》。

## 无核化
1993年，国际关系理论家、芝加哥大学教授约翰·米尔斯海默发表了一篇文章。文章中包括他的预测：没有任何核威慑力量的乌克兰可能会受到俄罗斯的侵略。但这在当时只是少数人的观点。
2016年发表在《世界概况》杂志上的一项研究认为，在作者看来，乌克兰的无核化并不是一个 "愚蠢的错误"，而且不清楚乌克兰作为一个有核国家是否会更好。研究报告认为，推动乌克兰独立是为了使其成为一个无核国家。据作者称，在白俄罗斯和哈萨克斯坦等其他后苏联国家的无核化问题上，美国也不会让乌克兰成为例外。在乌克兰的核武器的威慑价值也是值得怀疑的。因为乌克兰必须花12至18个月的时间，来建立对俄罗斯人留下的核武库的全面操作控制。洲际弹道导弹的射程是5,000-10,000公里（最初针对美国），这意味着导弹被重新瞄准，目标是打击俄罗斯的远东地区。俄罗斯人留下的空射巡航导弹（ALCMs）已经在苏联解体期间被俄罗斯人禁用，但即便是乌克兰人对其进行了重新配置，并使其发挥作用，也不太可能产生威慑效果。如果乌克兰决定建立对核武器的全面控制，它将面临西方的制裁，甚至可能被美国和其他北约盟国撤销外交承认。乌克兰还可能面临俄罗斯的报复性行动。由于乌克兰没有核武器计划，当核武器的使用寿命到期，乌克兰也会在更换核武器方面遇到困难。作为放弃核武器的交换条件，乌克兰得到了经济补偿，以及《布达佩斯备忘录》的安全保障。

## 《布达佩斯备忘录》
在1994年12月5日，乌克兰、俄罗斯、英国和美国的领导人签署了布达佩斯安全保障备忘录，为乌克兰作为无核武器国家加入不扩散核武器条约提供安全保障。四方签署了该备忘录，其中包括一个序言和六个段落。备忘录的内容如下：
美利坚合众国、俄罗斯联邦和大不列颠及北爱尔兰联合王国。
欢迎乌克兰作为无核武器国家加入《不扩散核武器条约》。
考虑到乌克兰承诺在规定时间内从其领土上消除所有核武器。
注意到世界安全形势的变化，包括冷战的结束，为大幅度削减核力量带来了条件。
确认以下内容：
1.俄罗斯联邦、大不列颠及北爱尔兰联合王国和美利坚合众国重申，根据欧洲安全与合作会议最后文件的原则，它们对乌克兰承诺尊重乌克兰的独立和主权以及现有边界。
2.俄罗斯联邦、大不列颠及北爱尔兰联合王国和美利坚合众国重申它们有义务不对乌克兰的领土完整或政治独立进行武力威胁或使用武力，除非根据《联合国宪章》进行自卫或其他方式，否则它们的任何武器都不会对乌克兰使用。
3.俄罗斯联邦、大不列颠及北爱尔兰联合王国和美利坚合众国重申，根据欧洲安全与合作会议最后文件的原则，它们对乌克兰的承诺是：不进行旨在使乌克兰行使其主权所固有的权利屈从于其自身利益的经济胁迫，从而获得任何形式的好处。
4.俄罗斯联邦、大不列颠及北爱尔兰联合王国和美利坚合众国重申，如果乌克兰成为使用核武器的侵略行为的受害者或侵略威胁的对象，它们承诺立即寻求联合国安全理事会采取行动，向作为《不扩散核武器条约》无核武器合约国的乌克兰提供援助。
5.俄罗斯联邦、大不列颠及北爱尔兰联合王国和美利坚合众国重申，就乌克兰而言，它们承诺不对《不扩散核武器条约》的任何无核武器合约国使用核武器，除非这种国家与一个核武器国家联合或结盟，对其本身、其领土或附属领土、其武装部队或其盟国发动攻击。
6.乌克兰、俄罗斯联邦、大不列颠及北爱尔兰联合王国和美利坚合众国将在出现涉及这些承诺的情况时进行磋商。

- 与乌克兰加入《不扩散核武器条约》有关的安全保证备忘录。

## 法国和中国的承诺
法国和中国也向乌克兰提供了与《布达佩斯备忘录》类似的保证，但有一些明显的区别。例如，法国的承诺不包含上述第4和第6段中的承诺，即把任何侵略行为提交给联合国安理会，也没有在出现有关承诺的问题时进行协商。
中国的承诺采取了完全不同的形式，是在12月4日作出的，内容如下。 
1. 中国政府欢迎乌克兰决定销毁其领土上的所有核武器，并赞扬乌克兰最高拉达于11月16日批准乌克兰作为无核武器国家加入《不扩散核武器条约》。中国完全理解乌克兰对安全保障的渴望。中国政府一贯主张，在任何情况下，中国都不会对无核武器国家和无核武器区使用或威胁使用核武器。这一原则立场也适用于乌克兰。中国政府敦促所有其他核武器国家作出同样的承诺，以加强包括乌克兰在内的所有无核武器国家的安全。
2. 中国政府一贯反对在国际关系中施加政治、经济或其他压力的做法。中国政府主张通过平等协商，和平解决争端和分歧。根据1992年1月4日中乌建交联合公报、1992年10月31日中乌联合公报和1994年9月6日中乌联合声明的精神，中国承认并尊重乌克兰的独立、主权和领土完整，愿在和平共处五项原则的基础上进一步发展中乌友好合作关系。

因此，中国的承诺，与法国的承诺类似，没有承诺在发生危机时涉及联合国或协商机制。然而，它承诺尊重乌克兰的主权和领土完整。

## 消除俄罗斯的核武器
苏联解体后，俄罗斯军队在20世纪90年代中期从克里米亚半岛撤出了核武器和运载系统，但根据与乌克兰的协议，驻扎的黑海舰队的一些具有核能力的舰艇和潜艇没有撤离。  2014年吞并克里米亚半岛之后，俄罗斯联邦再次向半岛部署了具有核能力的武器，包括S-300防空导弹，以及后来的图-22M3逆火轰炸机和伊斯坎德尔-M弹道导弹。   2在2020年，乌克兰国家安全委员会的一名官员表示，俄罗斯在克拉斯诺卡（Kyzyltash）的苏联核武器储存设施费奥多西亚-13进行了施工，并在巴拉克拉瓦的核潜艇基地增加了新的隧道。

## 2014年吞并克里米亚
尽管俄罗斯声称对克里米亚的吞并，被联合国大会认为是无效的， 但乌克兰政府在2014年重申了其1994年的决定，即作为一个无核武器国家加入《核不扩散条约》。 
乌克兰议会议员帕夫洛·里扎年科告诉《今日美国》 ，如果美国和其他世界领导人不坚持终止协议，乌克兰可能不得不用自己的核武器武装自己。他说：“因为这个协议，我们放弃了核武器。现在，乌克兰有一种强烈的情绪，认为我们犯了一个大错误。” 他还表示，“未来，无论克里米亚局势如何解决，我们都需要一个更强大的乌克兰。如果你有核武器，人们就不会入侵你。”  2014年12月13日，乌克兰总统波罗申科表示，他不希望乌克兰再次成为核大国。 

## 2021-2022 年与俄罗斯关系再度紧张
2021年4月15日，乌克兰驻德国大使安德烈·雅罗斯拉沃维奇·梅尔尼克告诉德国广播电台，如果不允许乌克兰成为北约成员国，乌克兰可能不得不重新考虑其作为无核武器国家的地位，以保证其防御能力。  
2022年2月（在俄罗斯入侵乌克兰之后），乌克兰总统弗拉基米尔·泽连斯基再次发出这样的感慨，暗示如果乌克兰的安全保障没有得到满足，它将有可能将《布达佩斯备忘录》视为无效。 

## 政治
截至 2022 年，只有三个乌克兰政党支持恢复核武器：全烏克蘭聯盟「自由」、激进党和国家军团。